# Googol
Googol [ˈguːgɔl] ist eine englischsprachige Bezeichnung für die Zahl {\displaystyle 10^{100}}. Diese Zahl entspricht einer 1 mit 100 Nullen, ausgeschrieben:
10.000.000.000.000.000.000.000.000.000.000.000.000.000.000.000.000.000.000.000.000.000.000.000.000.000.000.000.000.000.000.000.000.000
Der systematische deutsche Name dieser Zahl ist zehn Sexdezilliarden (oder zehn Sedezilliarden). Der entsprechende Zahlenname gemäß der in den USA verwendeten kurzen Skala ist englisch ten duotrigintillion (auch dotrigintillion). Der praktische Nutzen dieser theoretischen Bezeichnungen ist gering, sodass sich nur wenige Anwendungen nachweisen lassen.

## Wortherkunft und Wortschöpfung
Der Begriff Googol wurde ab 1938 durch den amerikanischen Mathematiker Edward Kasner etabliert. Er hatte zuvor seinen neunjährigen Neffen, Milton Sirotta, aufgefordert, für die Zahl {\displaystyle 10^{100}} ein Wort zu erfinden. Kasner veröffentlichte seine Arbeiten zu dieser Zahl in seinem Buch „Mathematik und Vorstellung“.

## Eigenschaften
Ein Googol ist kleiner als {\displaystyle 70!} (sprich siebzig Fakultät):
70! = 1 · 2 · 3 · 4 · ... · 67 · 68 · 69 · 70 =
11.978.571.669.969.891.796.072.783.721.689.098.736.458.938.142.546.425.857.555.362.864.628.009.582.789.845.319.680.000.000.000.000.000
(1,19785717 × 10100)
Das bedeutet, dass es mehr als ein Googol Möglichkeiten gibt, 70 Objekte unterschiedlich zu ordnen.
Die Anzahl der Protonen im sichtbaren Universum wird auf etwa {\displaystyle 10^{80}} geschätzt, also deutlich weniger als ein Googol. Nach der Inflationstheorie stellt das beobachtbare Universum jedoch nur einen winzigen Teil des gesamten Universums dar, das sich um viele Größenordnungen jenseits der Beobachtungsgrenze erstreckt. Somit ist die Gesamtzahl der Protonen möglicherweise weitaus größer als ein Googol.
Die einzigen Primfaktoren eines Googol, kanonisch dargestellt, sind 2 und 5: {\displaystyle \mathrm {Googol} =2^{100}\cdot 5^{100}}. Sein Vorgänger und Nachfolger sind ebenfalls keine Primzahlen.

## Rechenlimit von Taschenrechnern
Wissenschaftliche Taschenrechner, die um 1975 aufkamen, konnten erstmals 10 Ziffernstellen Mantisse und einen (Zehner-)Exponenten im Bereich −99...+99 anzeigen. Mit maximal 9,999999999 (E)99 war damit 1 Googol knapp nicht anzeigbar, jedoch eine Zahl, die dem Googol bis auf den 100-Billionsten Teil nahekam. Intern wurde typisch um 3 Stellen genauer gerechnet und damit dem Googol bis auf sein 100-Billiardstel nahe. Entsprechend konnten diese Rechner die Fakultät 69! noch innerhalb weniger Sekunden berechnen, gaben jedoch beim Rechenbefehl „70 Fakultät“ eine Fehlermeldung aus.

## Googolplex
Als Googolplex wird die Zahl {\displaystyle 10^{\mathrm {Googol} }=10^{(10^{100})}} bezeichnet. Ein Googolplex ist also eine 1 mit {\displaystyle 10^{100}} Nullen. Wie oben erwähnt, ist bereits ein Googol deutlich größer als die Anzahl der Protonen im sichtbaren Universum. Im Vergleich zu einem Googolplex jedoch erscheint ein Googol extrem klein, wie folgendes Beispiel illustriert:
Ein Computer benötigt zur Speicherung von Zahlen bis zu einem Googol {\displaystyle 10^{(10^{2})}}in Ganzzahlarithmetik 42 Byte. Heimcomputer der 1980er Jahre kommen bei {\displaystyle 10^{(10^{5})}} an ihre Grenzen, Hauptspeicher typischer PCs der 2010er Jahre bei {\displaystyle 10^{(10^{10})}}, Festplatten bei {\displaystyle 10^{(10^{13})}}. Die gesamte Menschheit hatte 2019 Speicher von etwa 40 Zettabyte, das ist ausreichend für Zahlen bis zu {\displaystyle 10^{(10^{23})}}.
Weitere Zahlen sind:
- Googolplexplex {\displaystyle \left(10^{\mathrm {Googolplex} }\right)} (auch als Googolplexian bezeichnet)[9]
- Googolplexplexplex {\displaystyle \left(10^{\mathrm {Googolplexplex} }\right)}
- Googolplexplexplexplex {\displaystyle \left(10^{\mathrm {Googolplexplexplex} }\right)}

Bekannt ist, dass die Nachfolgerzahl (Googolplex + 1) keine Primzahl ist. Einer der Primfaktoren dieser Zahl ist {\displaystyle 316.912.650.057.057.350.374.175.801.344.000.001}.

## Andere Zahlensysteme
Allgemein, für alle Zahlensysteme, ist ein Googol eine Eins mit der Anzahl Nullen, die dem Quadrat der Basis entspricht.
{\displaystyle \mathrm {Googol} (n)=n^{n^{2}}}
{\displaystyle \mathrm {Googol} (2)=2^{2^{2}}=2^{4}=1.00.00_{2}=16_{10}}
{\displaystyle \mathrm {Googol} (3)=3^{3^{2}}=3^{9}=1.000.000.000_{3}=19.683_{10}}
{\displaystyle \mathrm {Googol} (4)=4^{4^{2}}=4^{16}=1.0000.0000.0000.0000_{4}=4.294.967.296_{10}}
{\displaystyle \mathrm {Googol} (10)=10^{10^{2}}=10^{100}}
So entspricht ein Googol im Zweiersystem nur {\displaystyle 2^{4}=16}, ein Googolplex nur {\displaystyle 2^{16}=65.536}, erst das Googolplexplex {\displaystyle 2^{65.536}\approx 2{,}003530\cdot 10^{19.728}} ist deutlich größer als das Googol im Zehnersystem.
Mit der Basis des Stellenwertsystems wachsen jedoch Googol und Googolplex rasant an. Ein Googolplex zur Basis {\displaystyle 3} ist mit {\displaystyle 3^{19.683}\approx 1{,}505416\cdot 10^{9.391}} bereits größer als ein Googol im Zehnersystem.

## Bekanntheit
Einige Objekte wurden nach dieser Zahl benannt:
- Google – die Suchmaschine leitet ihren Namen von Googol ab, angelehnt an das Bestreben, möglichst viele Internetseiten zu indizieren.[11] Der Name des Firmenhauptsitzes lautet Googleplex in Anlehnung an den Googolplex. Google verwendet eine an Googol angelehnte Domain 1e100.net für eigene Server.[12]
- Googolgon, ein Polygon mit googol (10100) Ecken
- Googolgramm, ein einem Polygon mit googol (10100) Ecken eingeschriebener Stern

Zitierungen des Begriffs in der Literatur:
- Googol – ein Roman von H. D. Klein; die Fortsetzung des Romans heißt Googolplex
- Dr. Francis Googol – fiktiver Lehrmeister, der durch das Sachbuch Dr. Googols wundersame Welt der Zahlen von Clifford A. Pickover (englischer Originaltitel: Wonders of Numbers) führt
- Gugelplex Sterndenker – Name eines Superrechners in Douglas Adams Roman Per Anhalter durch die Galaxis[13]
- Der amerikanische Autor Jonathan Safran Foer benutzt den Begriff Googol in seinem im Jahr 2005 auf Deutsch erschienenen Roman Extrem laut und unglaublich nah
- In einem Peanuts-Comic erklärt Schroeder seiner Verehrerin Lucy, dass die Chancen für ihre Heirat 1 zu Googol stehen

Zitierungen des Begriffs im Film:
- Googolplex heißt ein Kino von Springfield in der Fernsehzeichentrickserie Die Simpsons
- Googolplex heißt ein Einkaufszentrum in Disneys Zeichentrickserie Phineas und Ferb
- Im Film Zurück in die Zukunft III nennt Dr. Emmett L. Brown („Doc Brown“) die Chance, seine Frau zu treffen, 1 zu Googolplex